# Ontario Junior Hockey League
Ontario Junior Hockey League (OJHL) är en juniorishockeyliga som är baserat till störst del i den kanadensiska provinsen Ontarios sydöstra del. Den är för manliga ishockeyspelare som är mellan 16 och 20 år gamla. Ligan är sanktionerad och administreras av det regionala ishockeyförbundet Ontario Hockey Association (OHA) och paraplyorganisationen för "Junior A", Canadian Junior Hockey League (CJHL).

## Historik
Ligan grundades 1954 som Central Junior B Hockey League (CJBHL) och var klassificerad som "Junior B". Den hette så fram till 1993 när ishockeyligan blev upphöjd till att vara en juniorliga för "Junior A" och fick då namnet Ontario Provincial Junior A Hockey League (OPJAHL). 1998 blev den konkurrerande "Junior A"-ligan Metro Junior A Hockey League fusionerad med OPJAHL. 2009 beslutade OHA att den skulle delas upp till två olika ligor; Central Canadian Hockey League (CCHL) och Ontario Junior A Hockey League (OJAHL), det varade dock bara ett år innan de blev åter fusionerade med varandra och fick sitt nuvarande namn.

## Lagen

### Nuvarande
Källa: 

#### North-West Conference
| North Division - Aurora Tigers - Collingwood Blues - Markham Royals - Pickering Panthers - Stouffville Spirit | West Division - Brantford 99ers - Buffalo Jr. Sabres - Burlington Cougars - Georgetown Raiders - Milton Menace - Oakville Blades |

#### South-East Conference
| East Division - Cobourg Cougars - Lindsay Muskies - Trenton Golden Hawks - Wellington Dukes - Whitby Fury | South Division - Brampton Admirals - Mississauga Chargers - North York Rangers - St. Michael's Buzzers - Toronto Jr. Canadiens - Toronto Patriots |

### Tidigare
Ett urval av lag som har tidigare spelat i ishockeyligan under ishockeyligans existens.

#### Junior B
| - Acton Sabres - Aurora Eagles - Brampton Warriors Jr. B - Dixie Beehives Jr. B - Dundas Flyers - Goderich Siftos - Guelph Biltmores - Guelph CMC's - Hamilton Bees - Huntsville Otters - Ingersoll Marlands - Kitchener Greenshirts - Milton Merchants - Mimico Monarchs - Mississauga Derbys | - Nobleton Devils - Oak Ridges Dynes - Owen Sound Greys - Paris Redshirts - Preston Raiders - St. Catharines Amthes - St. Marys Lincolns - Stratford Braves - Strathroy Rockets - Streetsville Derbys - Thornhill Thunderbirds - Waterloo Siskins - Woodstock Warriors |

#### Junior A
| - Ajax Attack - Ajax Axemen - Auburn Jr. Crunch - Bancroft Hawks - Barrie Colts - Bowmanville Eagles - Bramalea Blues - Brampton Capitals - Buffalo Lightning - Caledon Canadians - Collingwood Blues - Collingwood Blackhawks - Couchiching Terriers - Dixie Beehives - Durham Fury - Durham Huskies - Hamilton Kiltys - Hamilton Red Wings - Huntsville-Muskoka Otters - Huntsville Otters - Huntsville Wildcats - Kingston Voyageurs - Lindsay Bears - Markham Waxers - Milton Merchants - Milton Icehawks - Newmarket 87's - Newmarket Hurricanes - Niagara Scenic - Orangeville Crushers | - Orangeville Flyers - Orillia Terriers - Oshawa Legionaires - Parry Sound Shamrocks - Peterborough Bees - Peterborough Jr. Petes - Peterborough Stars - Port Hope Buzzards - Port Hope Clippers - Port Hope Predators - Oswego Admirals - Quinte Hawks - Quinte West Pack - Royal York Royals - Seguin Bruins - Shelburne Wolves - Stouffville Clippers - Streetsville Derbys - Syracuse Jr. Crunch - Trenton Hercs - Toronto Dixie Beehives - Toronto Lakeshore Patriots - Toronto Thunderbirds - Trenton Sting - Upper Canada Hockey Club - Upper Canada Patriots - Vaughan Vipers - Villanova Knights - Wexford Raiders |

## Mästare

### Junior B
| - 1954–1955: Woodstock Warriors - 1955–1956: Waterloo Siskins - 1956–1957: Burlington Industrials - 1957–1958: Burlington Industrials - 1958–1959: Waterloo Siskins - 1959–1960: Waterloo Siskins - 1960–1961: Owen Sound Greys - 1961–1962: Waterloo Siskins - 1962–1963: Waterloo Siskins - 1963–1964: Waterloo Siskins - 1964–1965: Kitchener Greenshirts - 1965–1966: Kitchener Greenshirts - 1966–1967: Kitchener Greenshirts - 1967–1968: Kitchener Greenshirts - 1968–1969: Strathroy Rockets - 1969–1970: Collingwood Blues - 1970–1971: Collingwood Blues - 1971–1972: Hespeler Shamrocks - 1972–1973: Burlington Mohawks | - 1973–1974: Oakville Blades - 1974–1975: Oakville Blades - 1975–1976: Streetsville Derbys - 1976–1977: Streetsville Derbys - 1977–1978: Streetsville Derbys - 1978–1979: Streetsville Derbys - 1979–1980: Streetsville Derbys - 1980–1981: Burlington Cougars - 1981–1982: Oakville Blades - 1982–1983: Streetsville Derbys - 1983–1984: Streetsville Derbys - 1984–1985: Barrie Colts - 1985–1986: Streetsville Derbys - 1986–1987: Burlington Cougars - 1987–1988: Barrie Colts - 1988–1989: Barrie Colts - 1989–1990: Barrie Colts - 1990–1991: Oakville Blades - 1991–1992: Milton Merchants |

### Junior A
| - 1992–1993: Barrie Colts - 1993–1994: Orillia Terriers - 1994–1995: Brampton Capitals - 1995–1996: Newmarket 87's - 1996–1997: Milton Merchants - 1997–1998: Milton Merchants - 1998–1999: Bramalea Blues - 1999–2000: Brampton Capitals - 2000–2001: Thornhill Rattlers - 2001–2002: Brampton Capitals - 2002–2003: Wellington Dukes - 2003–2004: Aurora Tigers - 2004–2005: St. Michael's Buzzers - 2005–2006: St. Michael's Buzzers | - 2006–2007: Aurora Tigers - 2007–2008: Oakville Blades - 2008–2009: Kingston Voyageurs - 2009–2010: Oakville Blades - 2010–2011: Wellington Dukes - 2011–2012: Stouffville Spirit - 2012–2013: St. Michael's Buzzers - 2013–2014: Toronto Lakeshore Patriots - 2014–2015: Toronto Patriots - 2015–2016: Trenton Golden Hawks - 2016–2017: Georgetown Raiders - 2017–2018: Wellington Dukes - 2018–2019: Oakville Blades |

## Spelare

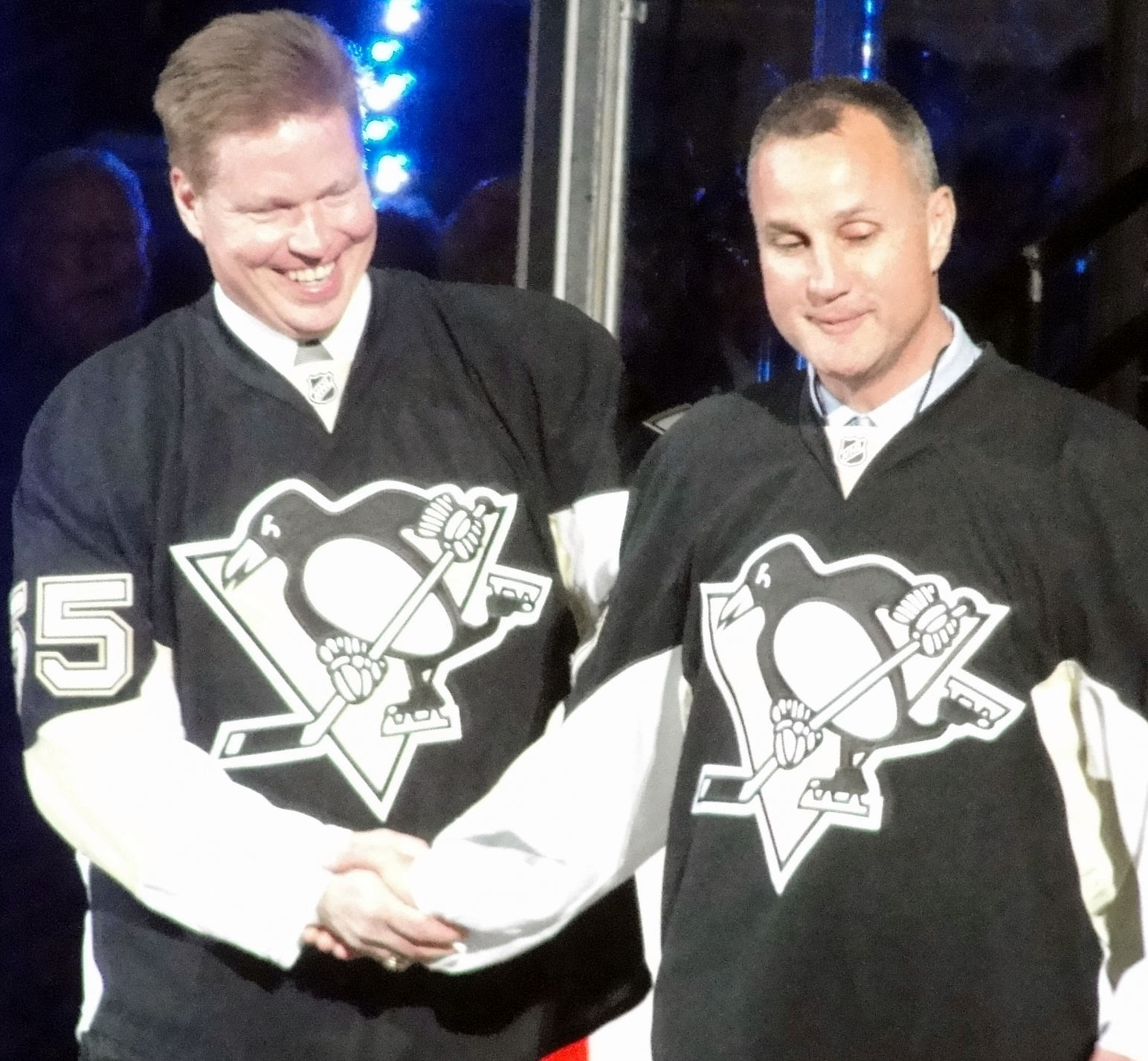
Larry Murphy och Paul Coffey.

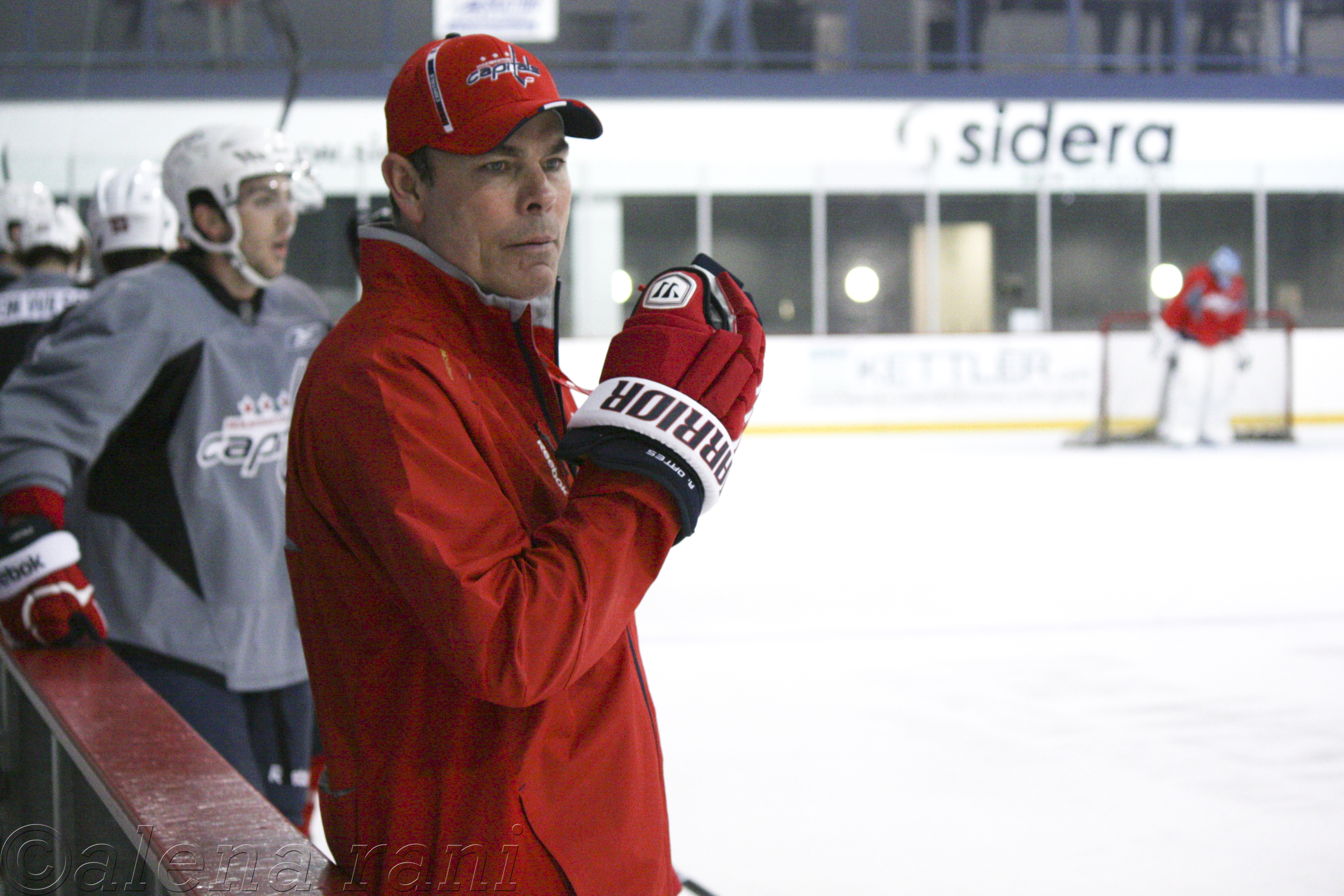
Adam Oates.

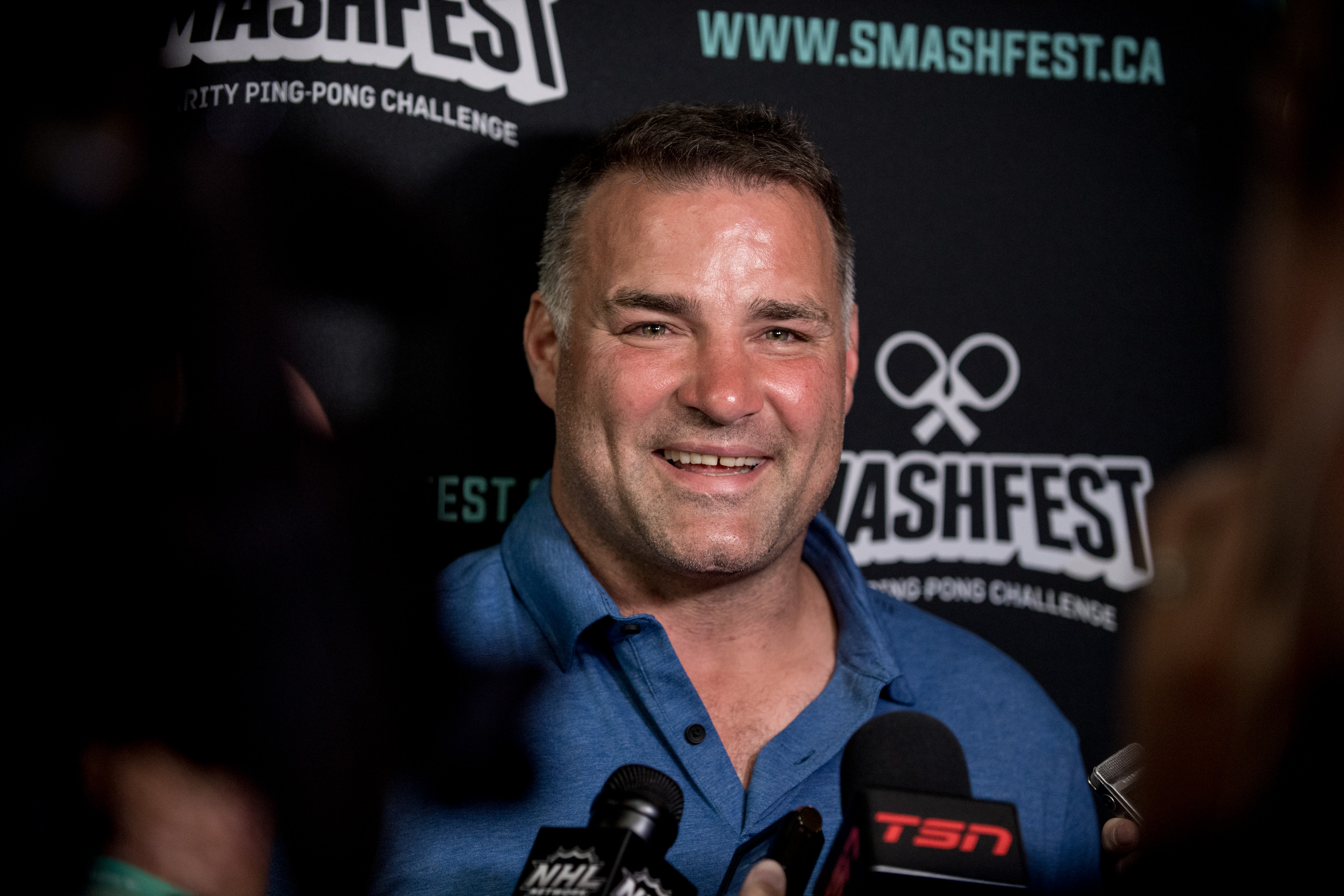
Eric Lindros.

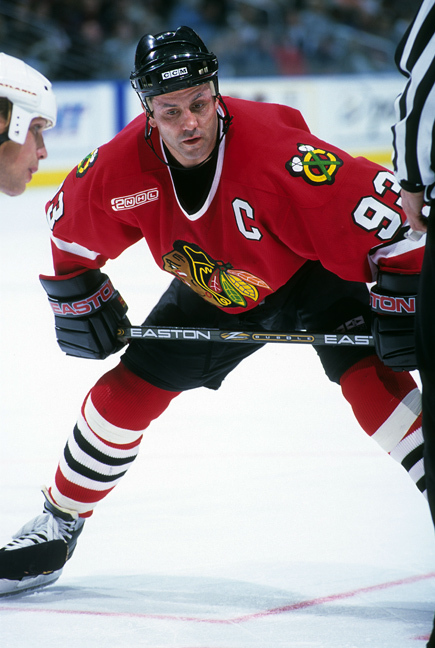
Doug Gilmour.

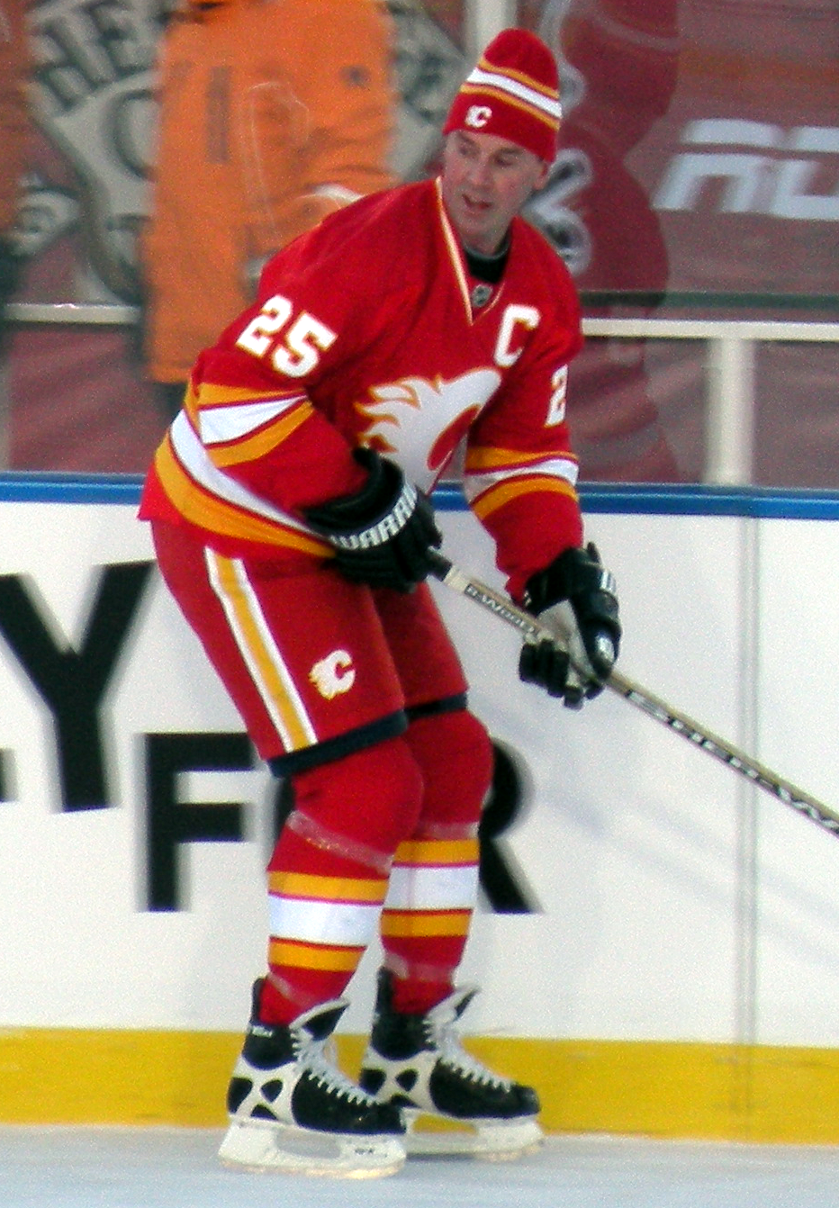
Joe Nieuwendyk.

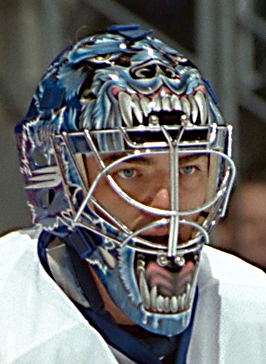
Curtis Joseph.

Ett urval av ishockeyspelare som har spelat/spelade en del av sina ungdomsår i ligan.
| Målvakter - Sean Burke - Brian Elliott - Dan Ellis - Bob Essensa - Glenn Healy - Curtis Joseph - Manny Legace - Andrew Raycroft - Malcolm Subban - Rick Tabaracci - Kevin Weekes | Backar - Kevin Bieksa - Nick Boynton - Brent Burns - Paul Coffey - Trevor Daley - Greg de Vries - Travis Dermott - Bruce Driver - Steve Eminger - John Erskine - Jay Harrison - Quinn Hughes - Ken Klee - Jamie Macoun - Jay McKee - Marty McSorley - Aaron Miller - Larry Murphy - Darnell Nurse - Brendan Smith - Steve Staios - Christopher Tanev - Mike Weaver - Jason Woolley | Forwards - Kevyn Adams - Jason Allison - Josh Anderson - Jason Arnott - Sean Avery - Bates Battaglia - Connor Brown - Michael Cammalleri - Andrew Cassels - Anson Carter - Anthony Cirelli - Daniel Cleary - Andrew Cogliano - Tim Connolly - Nick Cousins - Kevin Dineen - Max Domi - Tie Domi - Robby Fabbri - Doug Gilmour - Brian Gionta - Jack Hughes - Zach Hyman - Mike Johnson - Chris Kelly - Derek King - Tom Kostopoulos - Eric Lindros - John MacLean - Todd Marchant - Mitch Marner - Brad May - Jamal Mayers - Alyn McCauley - Darren McCarty - Jay McClement - Scott Mellanby - Glen Metropolit - Dominic Moore - Ethan Moreau - Kirk Muller - Joe Nieuwendyk - Jeff O'Neill - Adam Oates - Mike Peluso - Keith Primeau - Rob Ray - Dave Reid - Gary Roberts - Reilly Smith - Cory Stillman - Steve Thomas - Rick Tocchet - Raffi Torres - Stephen Weiss - Justin Williams - Daniel Winnik - Mike Zigomanis - Dainius Zubrus |